# Stacey Plaskett

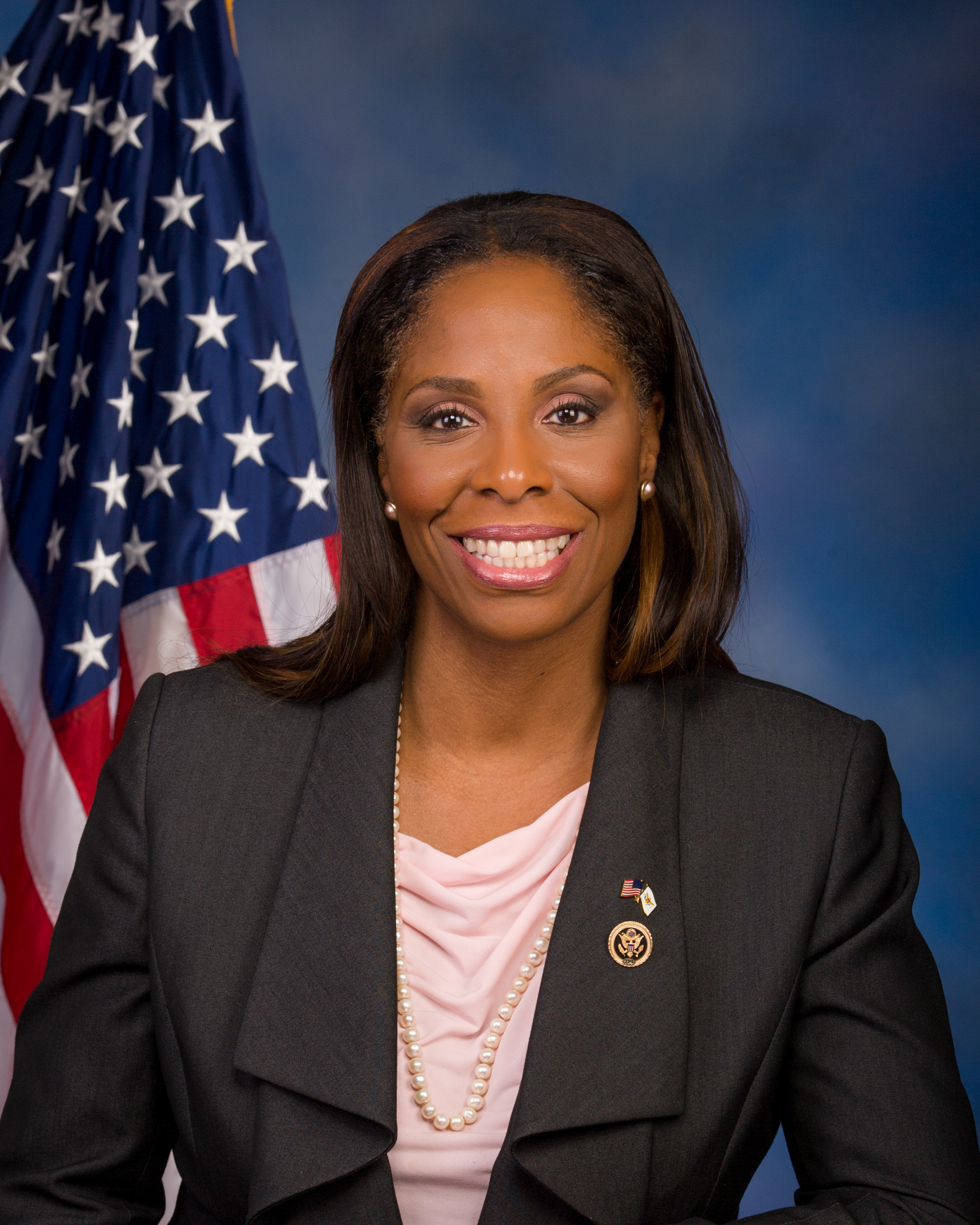
Stacey Plaskett (2015)

Stacey Elizabeth Plaskett (* 13. Mai 1966 in Brooklyn, New York City, New York) ist eine US-amerikanische Politikerin der Demokratischen Partei. Seit Januar 2015 ist sie die nicht stimmberechtigte Delegierte des US-amerikanischen Außengebiets Amerikanische Jungferninseln im Repräsentantenhaus der Vereinigten Staaten.

## Privatleben
Im Jahr 1984 erwarb Plaskett ihren Abschluss an der Schule Choate Rosemary Hall in Wallingford (Connecticut). Danach studierte sie bis 1988 an der Georgetown University und anschließend Jura an der American University, woraufhin sie 1994 die Zulassung als Rechtsanwältin erhielt. Für einige Zeit war sie stellvertretende Bezirksstaatsanwältin für den New Yorker Stadtbezirk Bronx. Zwischenzeitlich fungierte sie auch als Firmenberaterin. Nach einem Umzug nach Washington, D.C. war sie dort unter anderem für den Ethikausschuss des Kongresses und dann für das Justizministerium tätig. Zwischenzeitlich gehörte sie außerdem zum Stab von Ron de Lugo, der Kongressdelegierter für die Jungferninseln war. Von 2007 bis 2014 war Plaskett Wirtschaftsberaterin der Behörde Virgin Islands Economic Development Authority.

## Politik
Plaskett gehört der Demokratischen Partei an. Im Jahr 2012 kandidierte sie noch erfolglos in den Vorwahlen ihrer Partei für das Amt der Kongressdelegierten. Dabei unterlag sie der Amtsinhaberin Donna Christian-Christensen. Zwei Jahre später bei der Wahl 2014 verzichtete diese zu Gunsten einer dann erfolglosen Gouverneurskandidatur auf eine mögliche Fortsetzung ihrer Kongresskarriere. Dadurch wurde der Weg für Plaskett frei, die am 3. Januar 2015 als nicht stimmberechtigte Delegierte in den Kongress einzog. Bei den folgenden Kongresswahlen wurde sie jeweils in ihrem Amt bestätigt.
In dem zweiten Amtsenthebungsverfahren gegen Donald Trump war sie Mitglied der Gruppe der Ankläger (House impeachment managers).
Die Primary (Vorwahl) ihrer Partei für die Wahlen 2022 wurde mangels Gegenkandidaten abgesagt und Plaskett wurde erneut zur Kandidatin bestimmt. Sie trat am 8. November 2022 ohne Konkurrenten zur Wiederwahl an und erhielt 98,7 % der Stimmen, sodass sie im Repräsentantenhaus des 118. Kongresses vertreten ist.[veraltet]

### Ausschüsse
Plaskett gehört im Repräsentantenhaus folgenden Ausschüssen an:
- Permanent Select Committee on Intelligence
  - Defense Intelligence and Overhead Architecture
  - National Intelligence Enterprise
- Select Subcommittee on the Weaponization of the Federal Governmen